# Henriettea succosa
Henriettea succosa är en tvåhjärtbladig växtart som först beskrevs av Jean Baptiste Christophe Fusée Aublet, och fick sitt nu gällande namn av Dc.. Henriettea succosa ingår i släktet Henriettea och familjen Melastomataceae. Inga underarter finns listade i Catalogue of Life.

## Bildgalleri

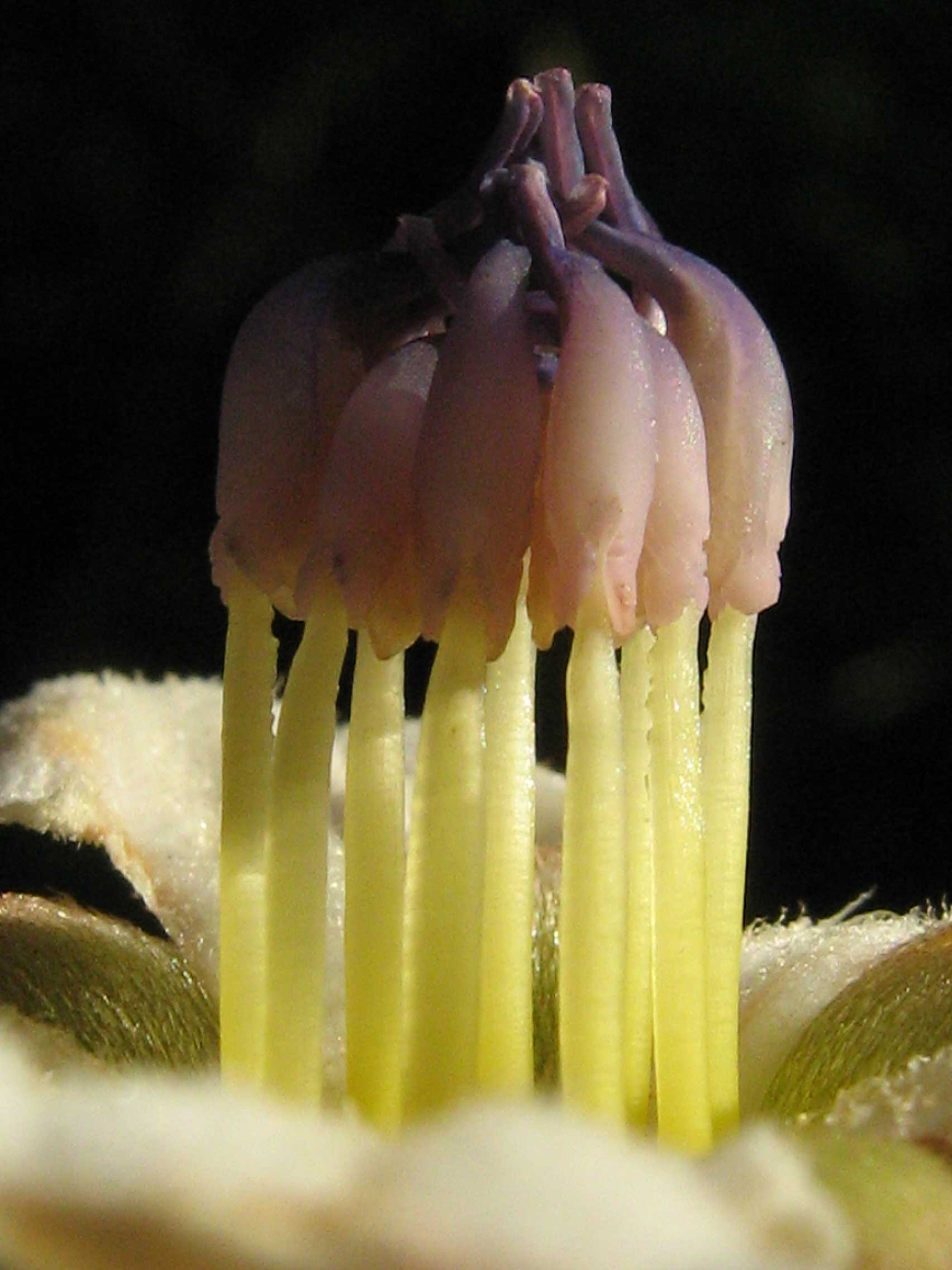
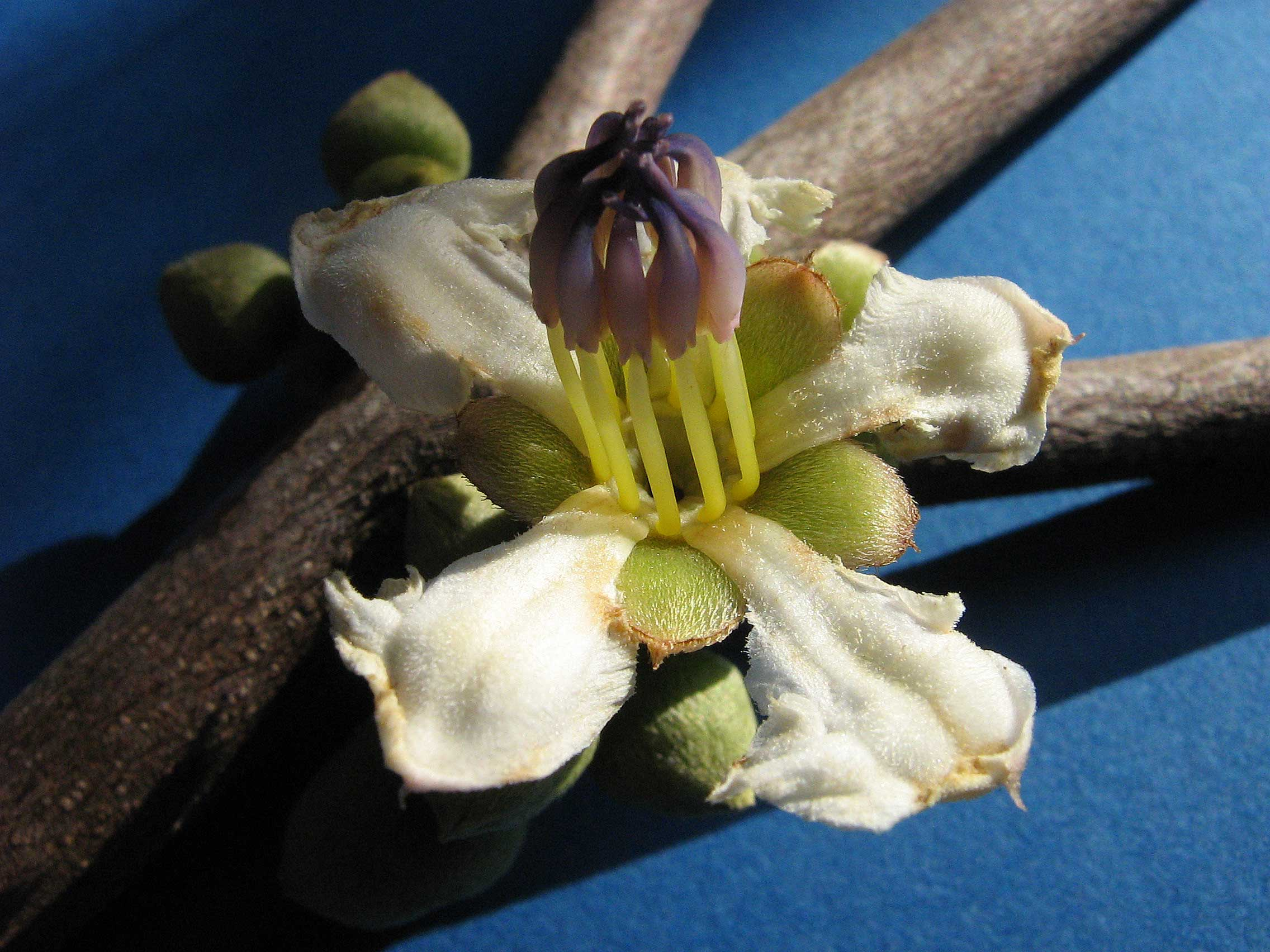
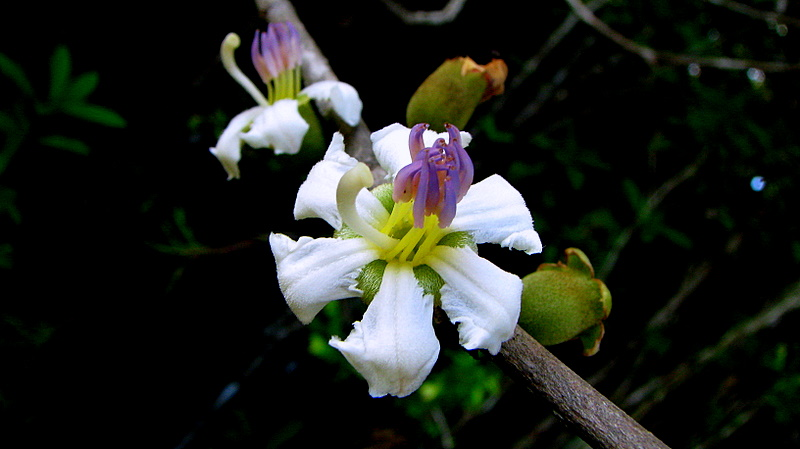
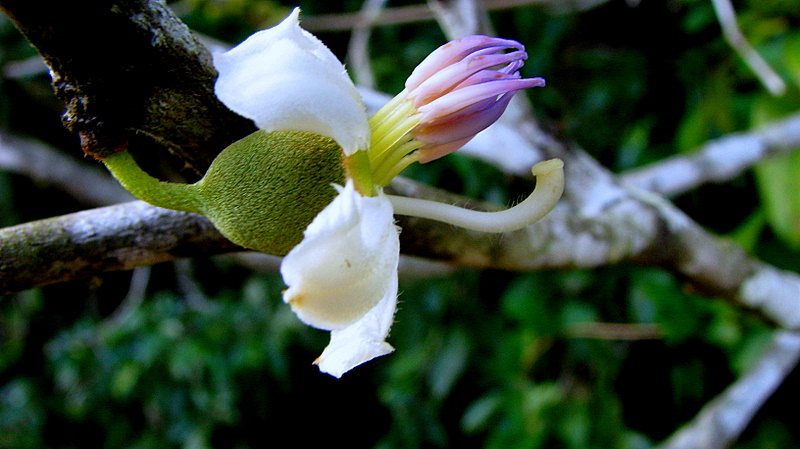